# Rybie oko

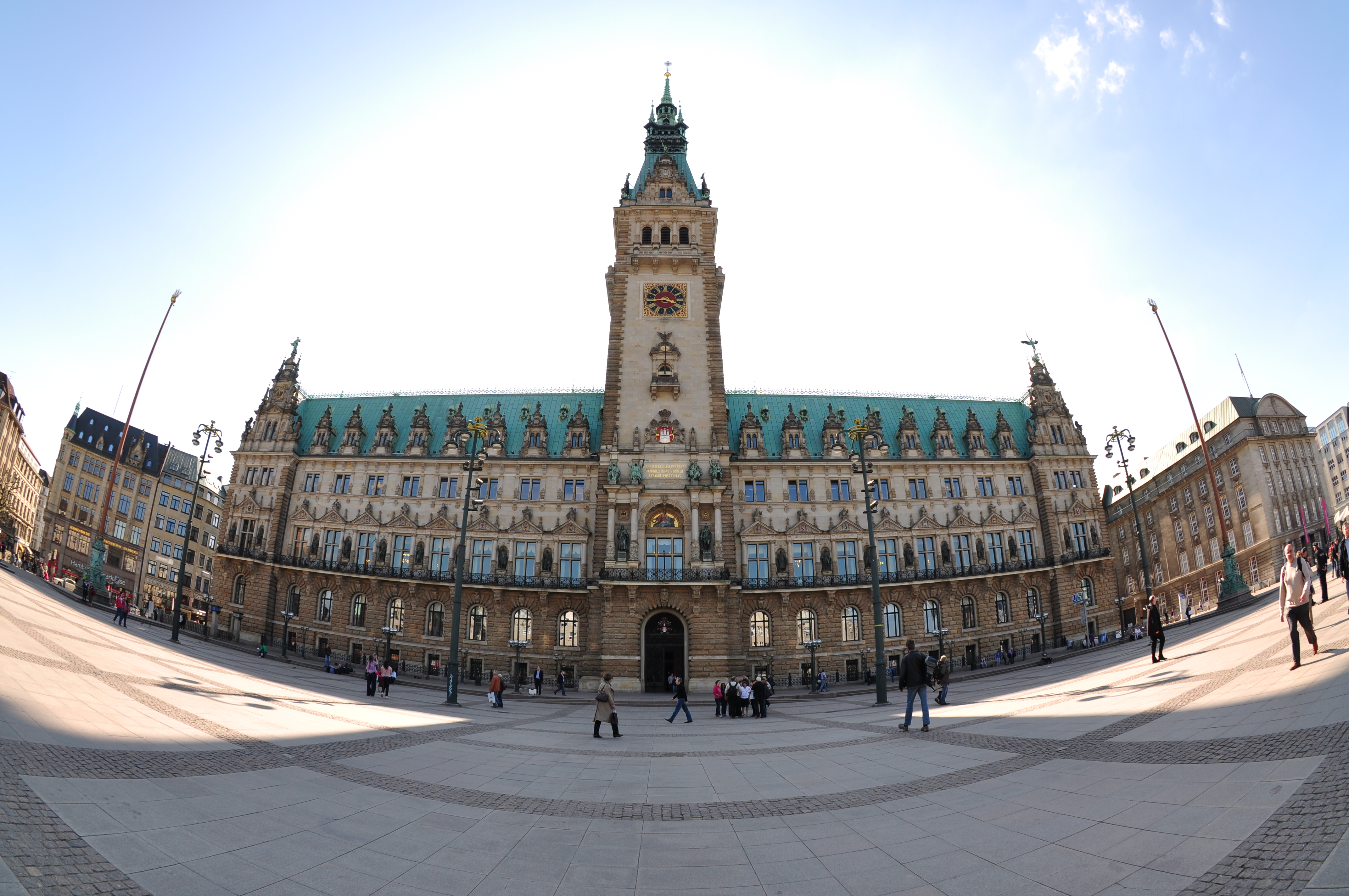
Zdjęcie wykonane aparatem z matrycą APS-C i obiektywem typu rybie oko o ogniskowej 10 mm

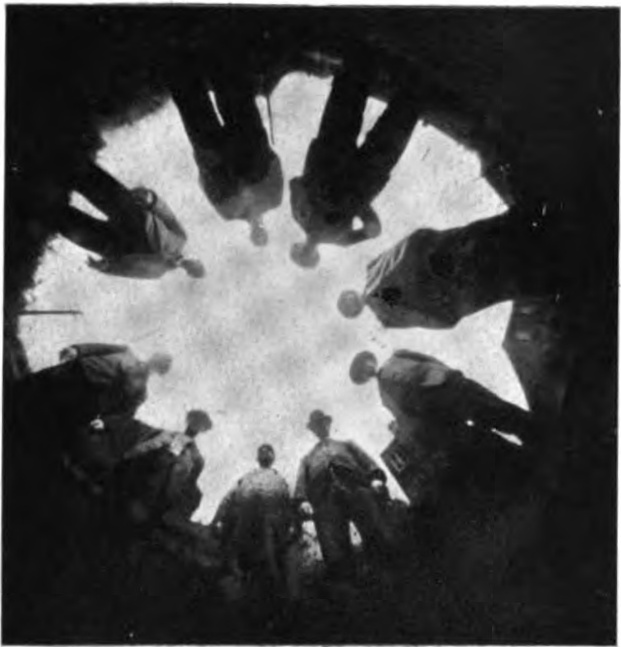
Pierwsze zdjęcie typu rybie oko wykonane w 1906 roku

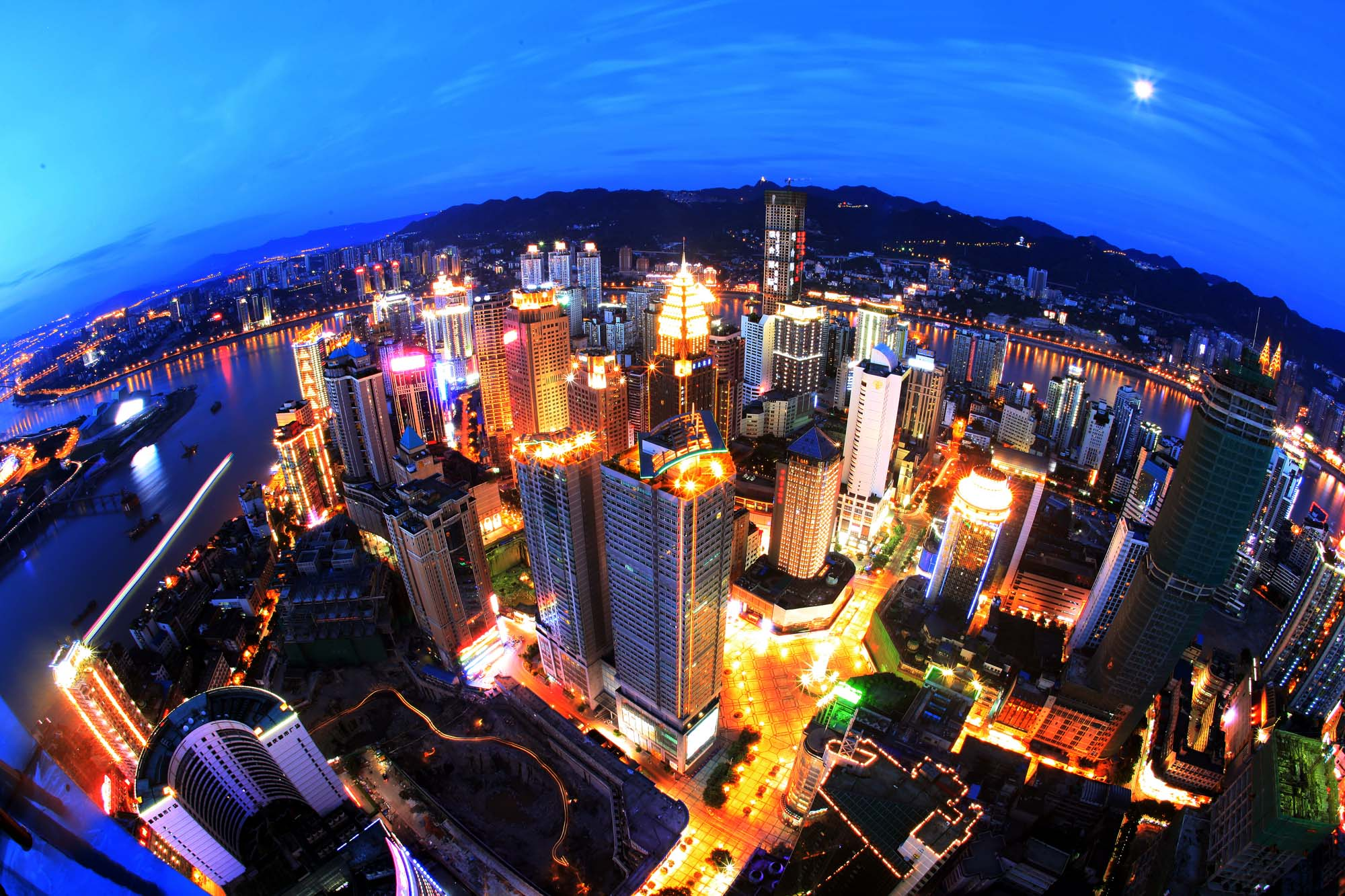
Zdjęcie wykonane aparatem z matrycą pełnoklatkową i obiektywem typu rybie oko o ogniskowej 15 mm

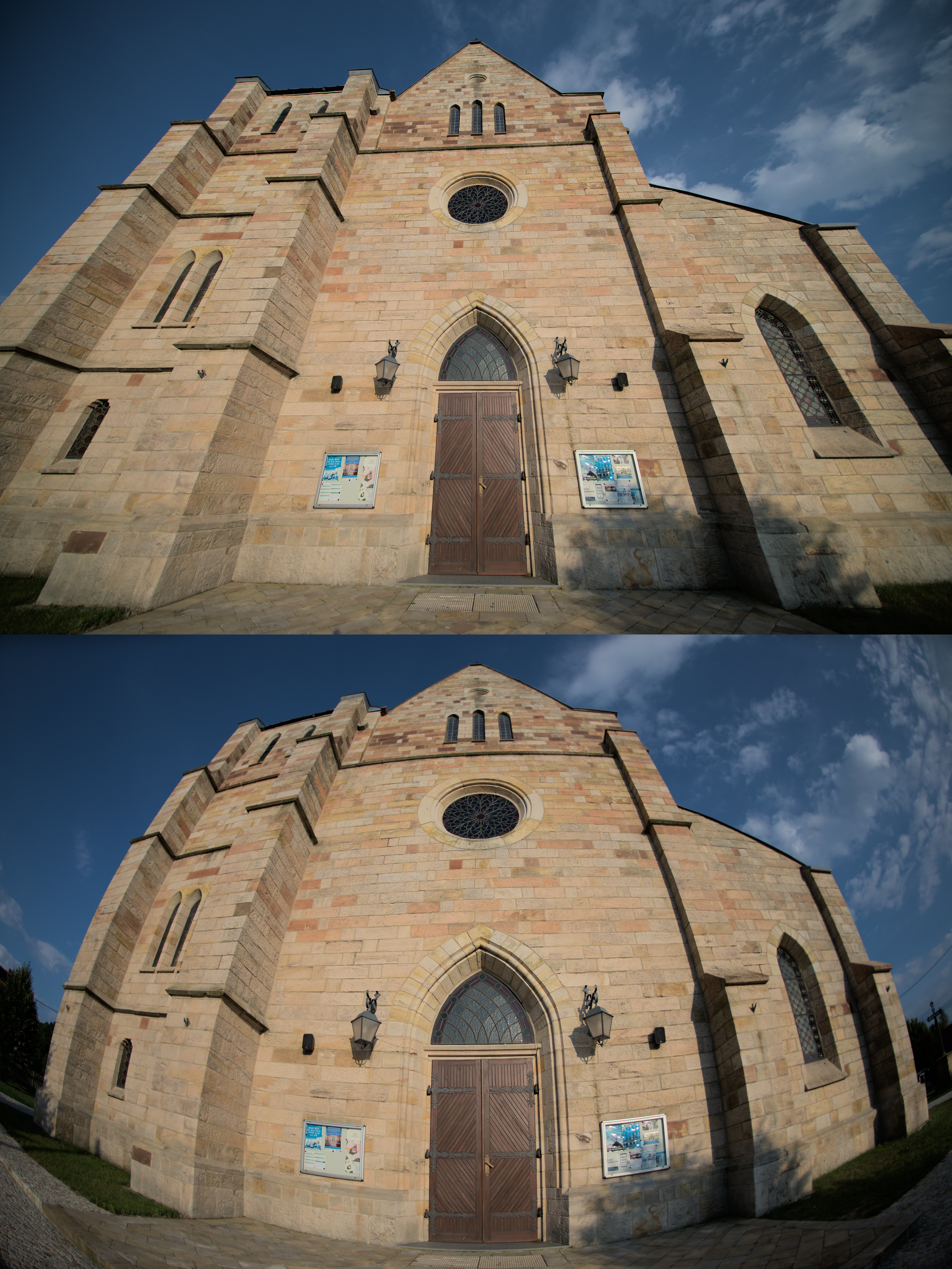
Porównanie obiektywu Ultra Szerokokątnego 11mm (na górze) oraz obiektywu typu rybie oko 16mm (na dole) na pełno klatkowej cyfrowej lustrzance

Rybie oko – obiektyw fotograficzny, zwany również z ang. fisheye, o nieskorygowanej dystorsji objawiającej się w tym przypadku beczkowatymi zniekształceniami obrazu. Obiektywy te posiadają kąt widzenia 180 stopni lub więcej.
Nazwę rybiego oka nosi także typ „judasza” do drzwi, zapewniający szerokie pole widzenia oraz niektóre kamerki sportowe.

## Opis działania
Ze względu na pokrycie kadru wyróżniane są dwa rodzaje tego typu obiektywów:
- kołowe – obraz stanowi koło w kadrze,
- pełnoklatkowe – obraz zajmuje całą powierzchnię kadru.

Ze względu na rodzaj zniekształcenia wyróżnia się odwzorowania:
- {\displaystyle R=f\cdot \alpha } – zachowujące odległości kątowe (nazywane równoodstępnym),
- {\displaystyle R=2f\cdot sin{\frac {\alpha }{2}}} – zachowuje stosunki powierzchni,
- {\displaystyle R=2f\cdot sin\alpha } – zachowujące jasność powierzchniową, nazywane projekcją ortograficzną,
- {\displaystyle R=2f\cdot tan{\frac {\alpha }{2}}} – zachowujące kąty, nazywaną projekcją stereograficzna.

## Historia
Efekt rybiego oka został opracowany przez amerykańskiego fizyka Roberta Wooda i opublikowany w artykule z 1906 roku.

## Przykładowe obiektywy „fisheye”

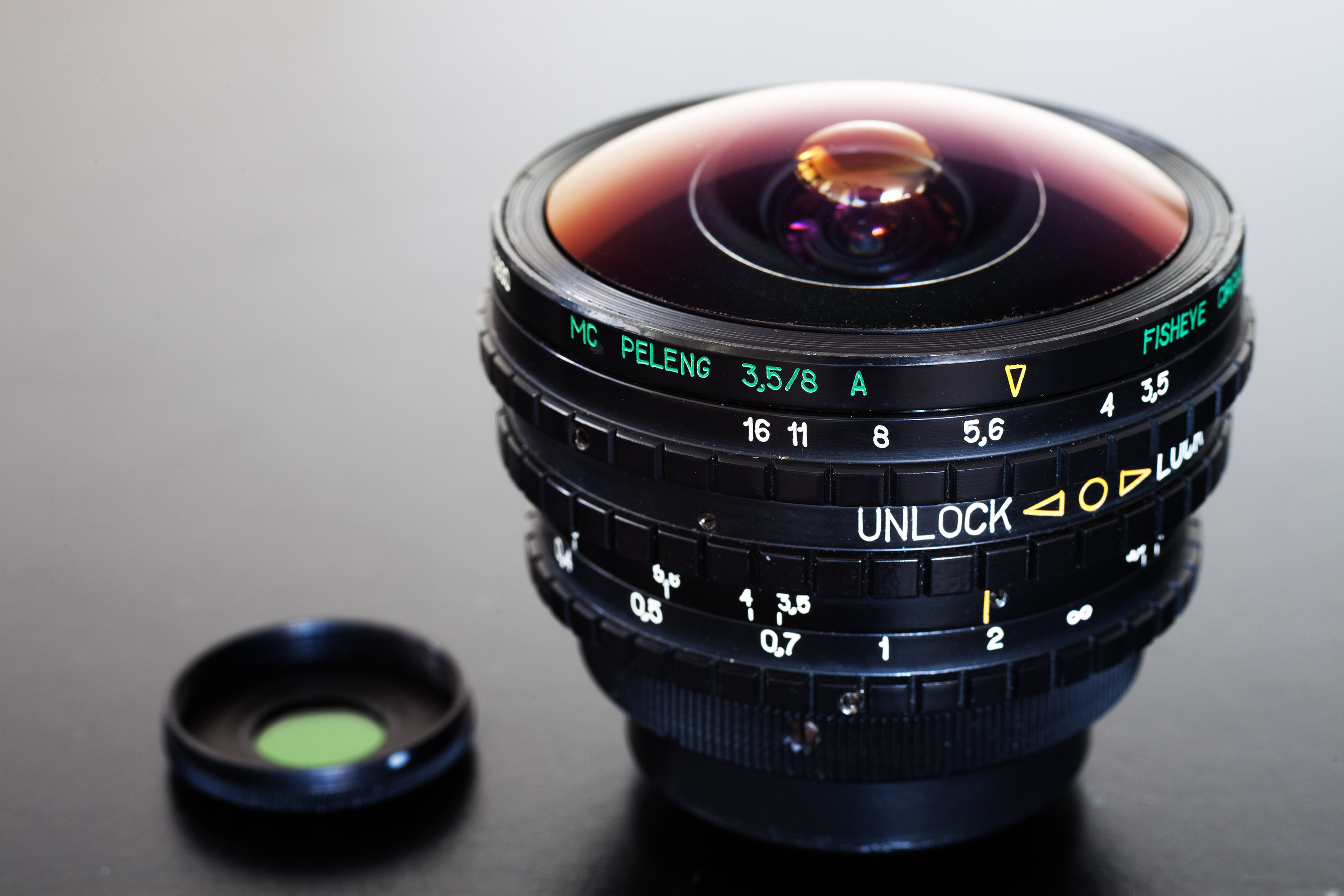
Peleng 8 mm
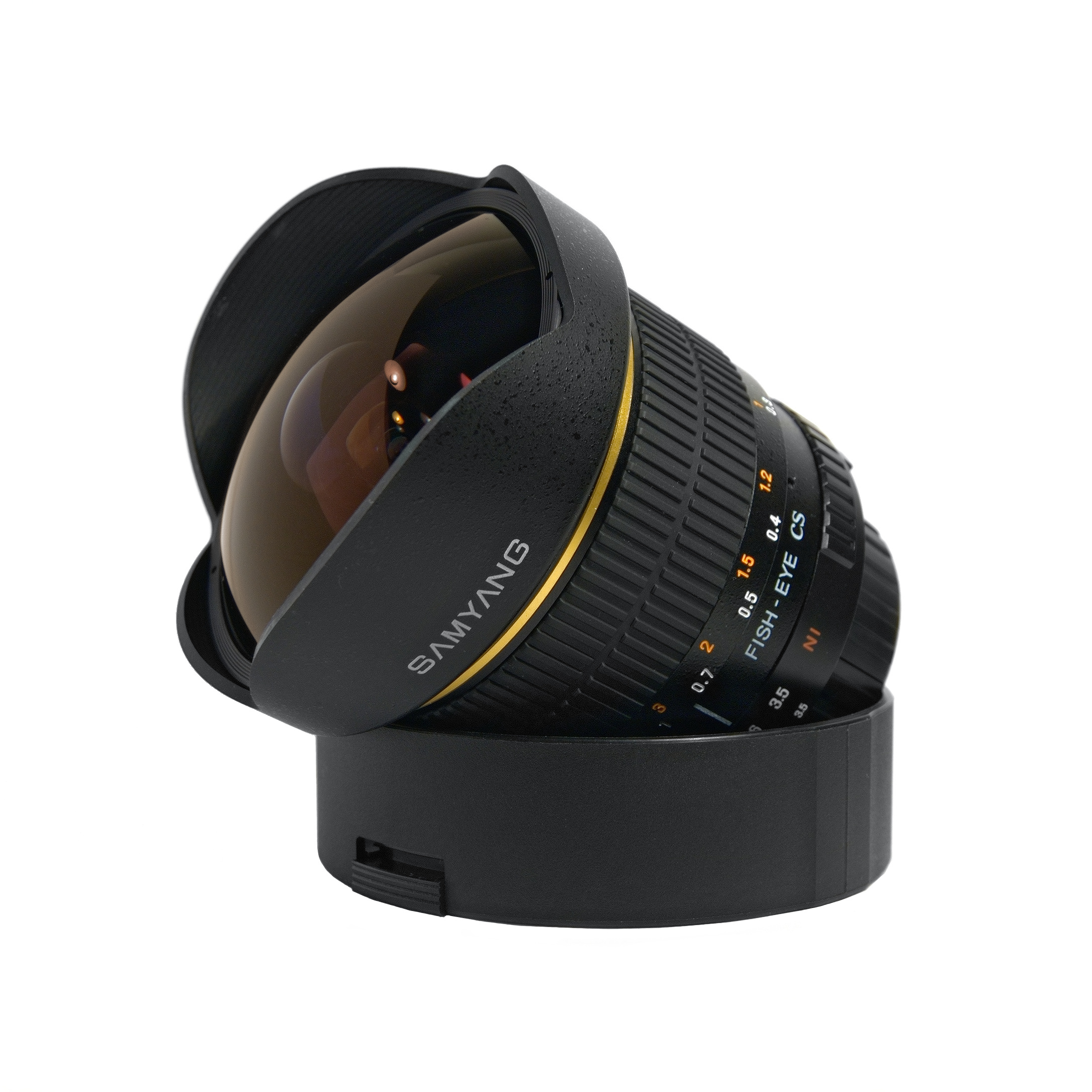
Samyang 8 mm
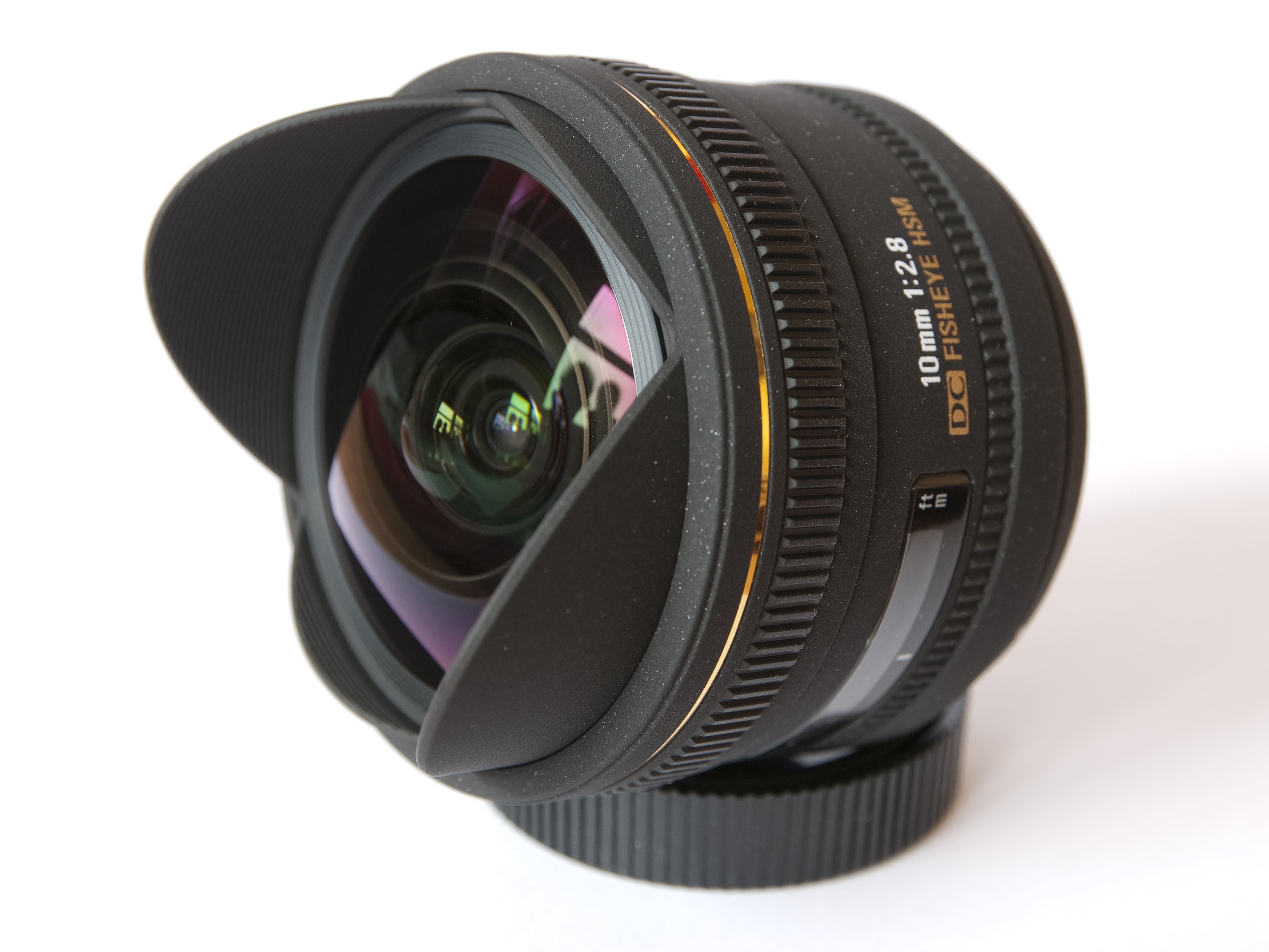
Sigma 10 mm
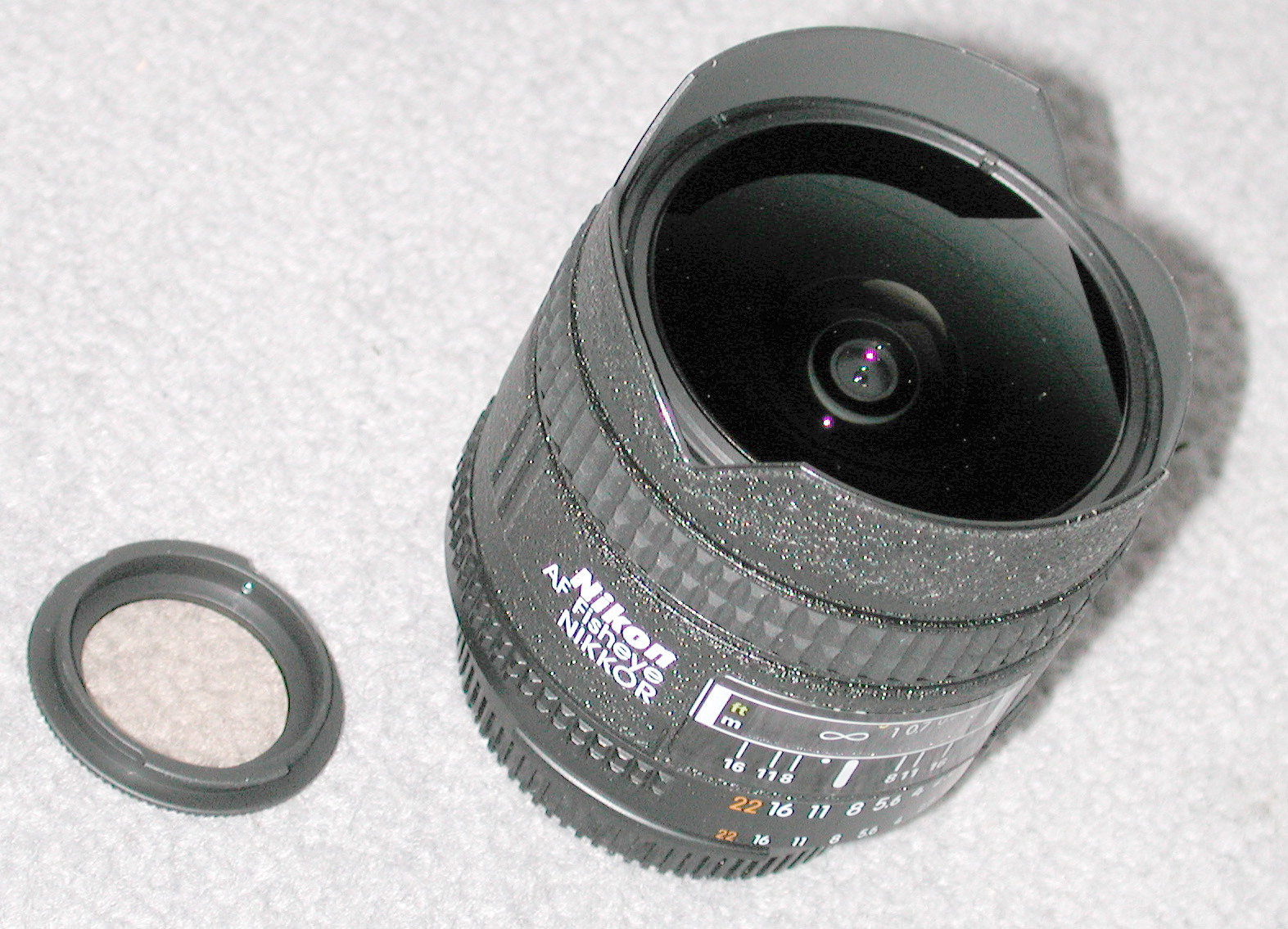
Nikkor 16 mm